# 尤蘭 (紐約州)
尤蘭（英語：Yulan）是位於美國紐約州沙利文縣的非建制地區。

## 歷史
尤蘭的郵局自1889年營運至今。

## 地理
尤蘭所處的海拔為高於海平面324米（即1063英呎），而該地所採用的時區為UTC-5，即北美东部时区（EST）。同時該地設有夏令時間，為UTC-5調快一小時，即UTC-4（EDT）。